# Mehrdeutige Grammatik
Existieren bzgl. einer formalen Grammatik für ein Wort mehrere Rechtsableitungen oder Linksableitungen, bzw. gibt es zu einem Wort der Grammatik zwei verschiedene Rechts- oder zwei verschiedene Linksableitungsbäume, die nicht isomorph zueinander sind, dann heißt diese Grammatik mehrdeutig.

## Beispiel
Gegeben sei zur Sprache {\displaystyle L=\left\{aa\right\}} die Grammatik {\displaystyle G=\left(\{S,A,B\},\{a\},P,S\right)} mit {\displaystyle L\left(G\right)=L} und folgender Regelmenge {\displaystyle P}:
{\displaystyle S\rightarrow AA}
{\displaystyle S\rightarrow BB}
{\displaystyle A\rightarrow a}
{\displaystyle B\rightarrow a}
Die Grammatik {\displaystyle G} ist mehrdeutig, weil zur Erzeugung des Wortes {\displaystyle aa} zwei verschiedene Linksableitungen angegeben werden können.
{\displaystyle S\Rightarrow _{G}AA\Rightarrow _{G}aA\Rightarrow _{G}aa}
{\displaystyle S\Rightarrow _{G}BB\Rightarrow _{G}aB\Rightarrow _{G}aa}
{\displaystyle \Rightarrow _{G}} symbolisiert hierbei die Transitionsrelation.